# Давид Черни
Давид Черни (рођен 15. децембра 1967.) је чешки вајар. Његови радови се углавном могу видети на многим локацијама у Прагу.

## Младост
Черни је рођен у Прагу, у Чехословачкој. Од 1988. до 1994. студирао је у Студију Курт Гебауер на Академији за уметност, архитектуру и дизајн у Прагу, а 1995. и 1996. учествовао је у програму независних студија Витни Музеја, Њујорк, САД. У периоду 1994-1995. боравио је на ПСИ уметничкој резиденцији у Њујорку, САД, а 1996. године добио је грант Полок Краснер фондације. Године 1991. боравио је у швајцарској влади у Босвилу, Швајцарска.

## Каријера
Стекао је озлоглашеност 1991. године јер је обојио совјетски тенк, који је служио као ратни споменик у центру Прага, у ружичасто. Како је Споменик совјетским тенковским посадама у то време био национални споменик културе, његов чин грађанске непослушности сматран је вандализмом и накратко је ухапшен. Још један од Чернијевих упадљивих доприноса Прагу је „Торањ беба“ (2000), серија ливених фигура беба које пузе прикачене за Жижков телевизијски торањ.
Године 2005. Черни је створио Ајкулу, слику Садама Хусеина у резервоару формалдехида. Рад је представљен на другом Прашком бијеналу исте године. Дело је директна пародија на дело Дејмијена Херста из 1991. године, The Physical Impossibility of Death in the Mind of Someone Living. Године 2006. дело је забрањено у Миделкеркеу у Белгији, у Бјелско-Бјали у Пољској, као и у немачком граду Биделсдорфу. У вези са ситуацијом у Белгији, градоначелник тог града Мишел Ландујт признао је да је забринут да би изложба могла да "шокира људе, укључујући и муслимане" у години која је већ нарушена тензијама везаним за данске карикатуре које приказују пророка Мухамеда.
Заменик градоначелника Бјелско - Бјале, Збигњев Михњовски, контактирао је 9. септембра 2006. галерију коју финансира град, галерију БВА и запретио страшним последицама ако се уметничка дела не уклоне одмах. Као одговор, Ајкула је превезена у галерију Зара, у оближњи град Ћешин. Градоначелник Ћешина Богдан Фичек дистанцирао се од вредновања градске куће Бјелско-Бјале. „Не видим разлог зашто би политичар требало да цензурише уметност“, рекао је Фичек.
Његова статуа МЕТАЛморфоза је изложена у Шарлоту, у Северој Каролини. Черни је направио сличну скулптуру на отвореном 2014. у Прагу, под називом Глава Франца Кафке.
Његова <i>Ентропа</i>, створена да обележи чешко председавање Саветом Европске уније током прве половине 2009. године, изазвала је контроверзе како због стереотипних приказа различитих држава чланица ЕУ, тако и због тога што се испоставило да су је креирали Черни и два пријатеља, а не, као што је обећано, да то буде сарадња између уметника из сваке од држава чланица. Неке земље чланице ЕУ негативно су реаговале на приказ њихове земље. На пример, Бугарска је одлучила да позове чешког амбасадора у Софију како би разговарала о илустрацији балканске земље као збирке тоалета чучаваца. У међувремену, стални представник Бугарске при ЕУ је наводно рекао „То је понижење за бугарски народ и увреда нашег националног достојанства“.
За Летње олимпијске игре 2012. Черни је направио „London Booster“ – двоспратни аутобус са механичким "рукама" за склекове.

## Награде
Године 2000. Черни је освојио награду Јинджих Калупецки.

## Галерија
- Свети Вацлав јаше мртвог коња
- Голем, Познањ
- Статуа Сигмунда Фројда виси окачена за једну руку
- Торањ беба
- Статуе испред музеја Франца Кафке (2004), Праг
- Празник дивова, аутобуска станица у Либерецу
- London Booster у Лондону
- Гест, Праг